# 제16회 미국 작가 조합상
제16회 미국 작가 조합상은 1963년 뛰어난 활동을 보인 영화 작가를 기리기 위해 1964년 3월에 열린 시상식이다. Beverly Hilton Hotel에서 개최되었다.

## 수상 및 후보

### 각본상
- 허드 - 해리엇 프랭크 주니 수상
- 들백합 - 제임스 포 수상

### 월계수상
- 존 휴스턴 수상

### 발렌타인 데이비스 상
- Morgan Cox 수상